# Вильгальм, Николай Фёдорович
Николай Фёдорович Вильгальм (укр. Микола Федорович Вільгальм; 1867—1935) — русский и советский тренер по гимнастике, тяжелой атлетике, борьбе и фехтованию; популяризатор физической культуры в России. Имел гражданский чин коллежского асессора.

## Биография
Родился 13 января 1867 года в Харькове, обрусевший немец.
Окончил курсы Берлинского гимнастического общества, получив свидетельство на право преподавания гимнастики в Одесской гимнастической школе. Затем был помощником классных наставников Харьковского 1-го реального училища (1904—1911 годы). Одновременно был преподавателем гимнастики, тяжелой атлетики и борьбы в Харьковском гимнастическом обществе и в спортивном обществе «Сокол» (1893—1917 годы), а также на курсах по подготовке преподавателей гимнастики для средних учебных заведений Харьковского учебного округа (с 1912 года) и в Харьковской 1-й мужской гимназии (1914—1916 годы).
С 1911 года Николай Вильгальм работал в Харьковском технологическом институте (ныне Национальный технический университет «Харьковский политехнический институт»): сначала помощником инспектора и смотрителем зданий (1919—1920 годы), а потом — руководителем секции физического развития института (1921—1925 годы). В 1913 году он был участником слёта гимнастов Харьковского учебного округа, на котором император Николай II удостоил его звания «Гимназиарх всея Руси». В 1915 году Вильгальм организовал в Харькове тяжелоатлетический кружок, в котором воспитал: Н. Лукина — чемпиона России 1903 года по тяжелой атлетике и серебряного призёра 1913 года, основателя атлетического кружка в Мариуполе в 1911 году; И. Харченко — основателя атлетического кружка в Сумах; В. Соловьёва — серебряного призёра чемпионата России 1916 года, а также борца И. Седых.
В 1920-х годах Н. Ф. Вильгальм работал в латышском атлетическом клубе «Дарбс», где тренировались такие известные спортсмены, как В. Поль, Л. Алекс, А. Орлеан, В. Бедункевич, Д. Элькони, Б. Шапиро, К. Бенкис, Ф. Остапов.
Умер в 1935 году в Харькове.